# Yesshows
Yesshows è il secondo album dal vivo del gruppo progressive inglese Yes.

## Storia
Pubblicato poco dopo l'uscita di Drama, Yesshows contiene materiale registrato in due concerti di alcuni anni prima: uno nel tour del 1976 (che faceva seguito alla pubblicazione di sole opere soliste dei membri del gruppo) e uno nel tour di Tormato del 1978. In entrambe queste date, la formazione sul palco era diversa da quella ufficiale al momento dell'uscita dell'album. La realizzazione di Yesshows ebbe la supervisione del bassista Chris Squire.
Come il precedente album dal vivo Yessongs (1973), Yesshows inizia con una registrazione dell'Uccello di fuoco di Igor' Fëdorovič Stravinskij. In questa versione, i membri del gruppo accompagnano la registrazione con i propri strumenti.
Nelle registrazioni del 1976 (The Gates of Delirium e Ritual) Patrick Moraz suona le tastiere; nel resto dell'album, questo ruolo è coperto dal tastierista Rick Wakeman.
Sull'edizione originale (doppio disco in vinile), il brano Ritual era spezzato in due parti, fra il lato C e il lato D. Nell'edizione su CD, le due parti sono state ricongiunte, sebbene entrambe siano indicizzate come tracce.
L'introduzione al brano Ritual, con i ringraziamenti cantati di Anderson alla crew, è uno dei rari esempi di jamming nella discografia degli Yes.

## Accoglienza
Raggiunse la posizione n. 22 nelle classifiche inglesi e la n. 43 in quelle americane.

## Tracce
1. Parallels (Chris Squire) - 7:07
2. Time and a Word (Jon Anderson/David Foster) - 4:06
3. Going for the One (Jon Anderson) - 5:22
4. The Gates of Delirium (Jon Anderson/Chris Squire/Steve Howe/Alan White/Patrick Moraz) - 22:40
5. Don't Kill the Whale (Jon Anderson/Chris Squire) - 6:50
6. Ritual (Nous Sommes Du Soleil) (p. 1) (Jon Anderson/Chris Squire/Steve Howe/Rick Wakeman/Alan White) - 11:48
7. Ritual (Nous Sommes Du Soleil) (p. 2) (Jon Anderson/Chris Squire/Steve Howe/Rick Wakeman/Alan White) - 17:07
8. Wonderous Stories (Jon Anderson) - 3:54

## Formazione
- Jon Anderson: voce
- Chris Squire: basso, seconde voci, mixaggio
- Steve Howe: chitarre, seconde voci
- Patrick Moraz: tastiere
- Rick Wakeman: tastiere
- Alan White: batteria, seconde voci